# Cantonul Fontaine
Cantonul Fontaine este un canton din arondismentul Belfort, departamentul Territoire de Belfort (90), regiunea Franche-Comté, Franța.

## Comune
- Angeot
- Bessoncourt
- Bethonvilliers
- Cunelières
- Denney
- Eguenigue
- Fontaine (reședință)
- Foussemagne
- Frais
- Lacollonge
- Lagrange
- Larivière
- Menoncourt
- Montreux-Château
- Petit-Croix
- Phaffans
- Reppe
- Vauthiermont